# سیارک ۳۵۰۵۶
سیارک ۳۵۰۵۶ (به انگلیسی: 35056 Cullers، نامگذاری:1984ST) سی و پنج هزار و پنجاه و ششمین سیارک کشف شده‌است که در ۲۸ سپتامبر ۱۹۸۴ کشف شد.